# Sisymbrium capense
Sisymbrium capense là một loài thực vật có hoa trong họ Cải. Loài này được Thunb. miêu tả khoa học đầu tiên.